# Ahmed Kutucu
Ahmed Kutucu (* 1. března 2000) je turecký profesionální fotbalista, který hraje na pozici útočníka za klub Galatasaray SK. Narodil se v Německu, ale hraje za turecký národní tým.

## Klubová kariéra
Kutucu začal svou mládežnickou kariéru v klubu Sportreunde Haverkamp v roce 2003, než v roce 2006 přestoupil do mládežnického týmu Rot-Weiss Essen. V roce 2011 se připojil k mládežnickému týmu Schalke 04.
Dne 11. prosince 2018 debutoval Kutucu v prvním týmu Schalke v zápase Ligy mistrů UEFA, když v 72. minutě vystřídal Cedrica Teucherta při domácím vítězství 1:0 nad Lokomotivem Moskva. Svůj první gól v Bundeslize vstřelil 22. prosince 2018, když nastoupil jako náhradník v 73. minutě místo Jevhena Konopljanky při vítězství 3:1 na hřišti VfB Stuttgart.
Dne 21. ledna 2021 se Kutucu připojil k nizozemskému klubu Heracles Almelo na hostování do konce sezóny.

### İstanbul Başakşehir
Dne 4. července 2021 přestoupil Kutucu do tureckého klubu İstanbul Başakşehir.

#### Hostování v Sandhausenu
Dne 12. ledna 2022 se Kutucu dohodl na hostování do konce sezóny v klubu SV Sandhausen hrajícím 2. Bundesligu. Dne 28. června 2022 bylo jeho hostování prodlouženo o další rok.

### Eyüpspor
Dne 13. července 2023 podepsal Kutucu smlouvu s klubem Eyüpspor hrajícím TFF 1. Lig.

### Galatasaray
Dne 23. ledna 2025 Kutucu přestoupil do Galatasaraye.

## Reprezentační kariéra
Kutucu byl zařazen do tureckého výběru na Mistrovství světa ve fotbale do 17 let 2017 v Indii. Debutoval 6. října 2017 v prvním zápase skupiny, když otevřel skóre v 18. minutě hlavou proti Novému Zélandu, zápas skončil remízou 1:1. Odehrál také zbývající dva zápasy Turecka na turnaji, jeho tým vypadl v základní skupině. V následujícím roce byl zařazen do tureckého výběru pro Mistrovství Evropy ve fotbale do 19 let 2018 ve Finsku. Odehrál všechny tři zápasy na turnaji, přičemž jeho tým byl znovu eliminován ve skupinové fázi.

## Statistiky

### Klubové
Platí k zápasu hranému 30. května 2025.
| Klub                        | Sezóna            | Liga              | Liga   | Liga | Národní pohár | Národní pohár | Kontinentální | Kontinentální | Celkově | Celkově |
| Klub                        | Sezóna            | Soutěž            | Zápasy | Góly | Zápasy        | Góly          | Zápasy        | Góly          | Zápasy  | Góly    |
| --------------------------- | ----------------- | ----------------- | ------ | ---- | ------------- | ------------- | ------------- | ------------- | ------- | ------- |
| Schalke 04                  | 2018/19           | Bundesliga        | 13     | 2    | 2             | 1             | 1             | 0             | 16      | 3       |
| Schalke 04                  | 2019/20           | Bundesliga        | 25     | 3    | 3             | 0             | —             | —             | 28      | 3       |
| Schalke 04                  | 2020/21           | Bundesliga        | 7      | 0    | 1             | 0             | —             | —             | 8       | 0       |
| Schalke 04                  | Celkově           | Celkově           | 45     | 5    | 6             | 1             | 1             | 0             | 52      | 6       |
| Heracles Almelo (hostování) | 2020/21           | Eredivisie        | 15     | 0    | —             | —             | —             | —             | 15      | 0       |
| İstanbul Başakşehir         | 2021/22           | Süper Lig         | 4      | 0    | 1             | 1             | —             | —             | 5       | 1       |
| SV Sandhausen (hostování)   | 2021/22           | 2. Bundesliga     | 10     | 1    | —             | —             | —             | —             | 10      | 1       |
| SV Sandhausen (hostování)   | 2022/23           | 2. Bundesliga     | 22     | 2    | 2             | 1             | —             | —             | 24      | 3       |
| SV Sandhausen (hostování)   | Celkově           | Celkově           | 32     | 3    | 2             | 1             | —             | —             | 36      | 4       |
| Eyüpspor                    | 2023/24           | TFF 1. Lig        | 21     | 14   | 1             | 0             | —             | —             | 22      | 14      |
| Eyüpspor                    | 2024/25           | Süper Lig         | 18     | 8    | 2             | 1             | —             | —             | 20      | 9       |
| Eyüpspor                    | Celkově           | Celkově           | 39     | 22   | 3             | 1             | —             | —             | 42      | 23      |
| Galatasaray                 | 2024/25           | Süper Lig         | 14     | 1    | 4             | 1             | 0             | 0             | 18      | 2       |
| Celkově v kariéře           | Celkově v kariéře | Celkově v kariéře | 149    | 31   | 16            | 5             | 1             | 0             | 166     | 36      |

### Reprezentační
Platí k zápasu hranému 11. června 2025.
| Národní tým | Rok     | Zápasy | Góly |
| ----------- | ------- | ------ | ---- |
| Turecko     | 2019    | 1      | 0    |
| Turecko     | 2020    | 1      | 0    |
| Turecko     | 2025    | 1      | 0    |
| Celkově     | Celkově | 3      | 0    |

## Úspěchy
Eyüpspor
- TFF 1. Lig: 2023/24

Galatasaray
- Süper Lig: 2024/25
- Turecký pohár: 2024/25